# Cour criminelle (film, 1946)
Pour les articles homonymes, voir Cour criminelle.
Pour plus de détails, voir Fiche technique et Distribution.
Cour criminelle (Criminal Court) est un film de procès américain réalisé par Robert Wise, sorti en 1946.

## Synopsis
L'avocat Hotshot Steve Barnes est candidat au poste de procureur de district. Sa petite amie Georgia Gale a un travail de chanteuse pour le propriétaire de la boîte de nuit Vic Wright, un gangster qui travaille pour le chef de la mafia local, Marquette. Steve a des images filmées de Vic et de son frère Frankie en train de commettre des crimes. Il rejette un pot-de-vin de 50 000 $ versé sous la forme d'un don de campagne. Joan, sa secrétaire est en réalité l'espionne de Steve. Elle est témoin d'une lutte pour une arme à feu et voit Vic abattu accidentellement.
Georgia quitte les lieux et est accusée de meurtre. Marquette demandera à son larbin Joe West de faire un faux témoignage pour la condamner à moins que Steve ne joue au ballon. Steve se rend compte juste à temps que Joan est impliquée et l'appelle à la barre. West essaie de lui tirer dessus, mais est vaincu. Joan raconte ce qui s'est réellement passé et Georgia se libère.

## Fiche technique
- Titre original : Criminal Court
- Titre français : Cour criminelle
- Réalisation : Robert Wise
- Scénario : Lawrence Kimble
- Direction artistique : Albert S. D'Agostino, Lucius O. Croxton
- Décors : Darrell Silvera, Michael Orenbach
- Costumes : Adele Balkan
- Photographie : Frank Redman
- Son : Francis M. Sarver, Roy Granville
- Montage : Robert Swink
- Musique : Paul Sawtell
- Production : Martin Mooney
- Société de production : RKO Radio Pictures, Inc.
- Société de distribution : RKO Radio Pictures, Inc.
- Pays de production :  États-Unis
- Langue : anglais
- Format : Noir et blanc - 35 mm - 1,37:1 -  Son mono (RCA Sound System)
- Genre : Film policier
- Durée : 60 minutes
- Dates de sortie :
  - États-Unis : 15 novembre 1946 (Première à New-York)

## Distribution
- Tom Conway : Steve Barnes
- Martha O'Driscoll : Georgia Gale
- June Clayworth : Joan Mason
- Robert Armstrong : Vic Wright
- Addison Richards : Procureur Gordon
- Pat Gleason : Joe West
- Steve Brodie : Frankie Wright
- Robert Warwick : Marquette
- Phil Warren : Bill Brannegan
- Joe Devlin : Bob J. "Brownie" Brown
- Lee Bonnell : Gil Lambert
- Nancy Saunders : Secrétaire
- Tom Noonan : Chauffeur de taxi
- Phil Dunham : Hankinson
- Dick Rush : Wilson
- Sam Ash : Jennings
- Colin Kenny : Roberts
- Homer Dickinson : Maître d'hôtel
- Robert Smith : Doyle
- Johnny Indrisano : Chef de rang
- Tony Barrett : Reporter
- Mike Lally : Reporter
- Carl Hansen : Reporter
- Lee Frederick : Kellogg
- Harry Harvey : Juge
- Charles Regan : Assistant du procureur
- Max Rose : Huissier

## Autour du film
Les chansons I Couldn't Sleep a Wink Last Night et A Lovely Way to Spend an Evening (paroles de Harold Adamson, musique de James McHugh), chantées par Martha O'Driscoll dans le film, étaient déjà présentes dans un film de 1943 Higher and Higher, chantées par Frank Sinatra.